# Lobelia spathopetala
Lobelia spathopetala är en klockväxtart som beskrevs av Friedrich Ludwig Diels. Lobelia spathopetala ingår i släktet lobelior, och familjen klockväxter.
Artens utbredningsområde är Madagaskar. Inga underarter finns listade i Catalogue of Life.